# Nachal Cva'im
Nachal Cva'im (hebrejsky: נחל צבאים) je vádí v severním Izraeli, na pomezí Dolní Galileji a údolí řeky Jordán.
Začíná v nadmořské výšce necelých 100 metrů jihovýchodně od vesnice Ramat Cvi, která leží na náhorní planině Ramat Moledet, jež je jižní výspou vysočiny Ramot Jisachar. Vádí směřuje k jihovýchodu plochou, zemědělsky využívanou krajinou, v niž z jihu míjí vesnici Moledet. Ze západu pak vede okolo náhorní planiny Ramat Cva'im, přičemž se stáčí k východu a začíná sestupovat po prudkých, bezlesých svazích do vádí Nachal Jisachar.